# 2006年亞洲運動會舉重比賽
2006年多哈亞運的舉重比賽於2006年12月2日至12月6日進行，共設15個小項。

## 男子

### 男子56公斤級
| 金牌：    | 銀牌：      | 銅牌： |
| 中国 李争 | 越南 黄英俊 | 李仲勛 |

### 男子62公斤級
| 金牌：    | 銀牌：    | 銅牌： |
| 中国 丘樂 | 中国 毛角 | 尹永素 |

### 男子69公斤級
| 金牌：      | 銀牌：      | 銅牌： |
| 中国 張國政 | 中国 石智勇 | 金順培 |

### 男子77公斤級
| 金牌：      | 銀牌： | 銅牌：        |
| 中国 李宏利 | 李政宰 | 伊拉克 阿里获 |

### 男子85公斤級
| 金牌：       | 銀牌：    | 銅牌： |
| 耶勒沙華法蘭 | 中国 陸永 | 金善鐘 |

### 男子94公斤級
| 金牌： | 銀牌： | 銅牌：          |
| 伊林   |        | 中華臺北 謝偉軍 |

### 男子105公斤級
| 金牌：      | 銀牌：        | 銅牌：            |
| 叙利亚 艾拉 | 伊拉克 馬拉達 | 巴赫特·艾哈邁托夫 |

### 男子105公斤以上級
| 金牌： | 銀牌： | 銅牌： |
|        |        |        |

## 女子

### 女子48公斤級
| 金牌：      | 銀牌：      | 銅牌：      |
| 中国 王明娟 | 泰國 彭西麗 | 泰國 宋依姆 |

### 女子53公斤級
| 金牌：    | 銀牌：        | 銅牌：    |
| 中国 李萍 | 泰國 昆塔蒂安 | 香港 偉麗 |

### 女子58公斤級
| 金牌：      | 銀牌：      | 銅牌： |
| 中国 陳艷青 | 泰國 卡米姆 | 朴贤淑 |

### 女子63公斤級
| 金牌：      | 銀牌：        | 銅牌：      |
| 泰國 帕维纳 | 中国 欧阳晓芳 | 緬甸 法绍燕 |

### 女子69公斤級
| 金牌：      | 銀牌：    | 銅牌： |
| 中国 刘海霞 | 越南 彭亞 | 金美京 |

### 女子75公斤級
| 金牌：    | 銀牌：   | 銅牌： |
| 中国 曹磊 | 马来西亚 |        |

### 女子75公斤以上級
| 金牌：      | 銀牌： | 銅牌：      |
| 中国 穆爽爽 | 張美蘭 | 泰國 蒙塔尔 |